# Maxim Borissowitsch Barsow
Maxim Borissowitsch Barsow (russisch Максим Борисович Барсов; * 29. April 1993 in Twer) ist ein russischer Fußballspieler.

## Karriere

### Verein
Barsow begann seine Karriere bei Lokomotive Moskau. Zur Saison 2012/13 wurde er an den Drittligisten Wolga Uljanowsk verliehen. In Uljanowsk kam er zu 18 Einsätzen in der Perwenstwo PFL, in denen er neun Tore erzielte. Nach dem Ende der Leihe kehrte er nicht mehr nach Moskau zurück, sondern wechselte zur Saison 2013/14 zum FK Kaluga.
Im Januar 2014 wechselte er zum Zweitligisten FK Gasowik Orenburg. Im März 2014 debütierte er für Orenburg in der Perwenstwo FNL, als er am 27. Spieltag der Saison 2013/14 gegen den FK Sibir Nowosibirsk in der 83. Minute für Alexei Drusin eingewechselt wurde. Bis Saisonende spielte er acht Mal in der zweithöchsten Spielklasse und machte ein Tor. In der Saison 2014/15 kam er zu fünf Zweitligaeinsätzen.
Zur Saison 2015/16 wechselte Barsow zum Ligakonkurrenten Kamas Nabereschnyje Tschelny. In Nabereschnyje Tschelny kam er zu 31 Saisoneinsätzen und erzielte ein Tor, mit dem Verein stieg er allerdings zu Saisonende in die dritte Liga ab. Daraufhin schloss er sich zur Saison 2016/17 dem ebenfalls drittklassigen Soljaris Moskau an. Für Soljaris machte er 23 Spiele in der Perwenstwo PFL, in denen er 15 Tore erzielte, wodurch er Torschützenkönig der Gruppe West wurde.
Zur Saison 2017/18 wechselte er wieder in die zweite Liga, diesmal zum FK Dynamo Sankt Petersburg. In Sankt Petersburg kam er zu 36 Zweitligaeinsätzen, ehe sich der Verein nach der Saison 2017/18 auflöste und nach Sotschi umgesiedelt wurde. Daraufhin schloss er sich zur Saison 2018/19 dem neugegründeten FK Sotschi an. In seiner ersten Spielzeit in Sotschi erzielte er in 32 Zweitligaspiele 19 Tore, wodurch er Torschützenkönig der zweiten Liga wurde. Zudem stieg Sotschi nach nur einer Saison in die Premjer-Liga auf. Barsow hatte sich allerdings kurz vor Ende der Saison 2018/19 im Mai 2019 das Kreuzband gerissen, wodurch er die komplette Saison 2019/20 sowie auch die Hinrunde der Saison 2020/21 verpasste. Nach seiner Genesung debütierte er schließlich im Februar 2021 in der höchsten Spielklasse. Bis zum Ende der Spielzeit kam er zu vier Erstligaeinsätzen, in denen er ein Tor erzielte.
In der Saison 2021/22 kam er bis zur Winterpause zehnmal zum Einsatz. Im Februar 2022 wechselte Barsow leihweise zum Zweitligisten Baltika Kaliningrad.

### Nationalmannschaft
Barsow spielte zwischen September und Oktober 2009 sechs Mal für die russische U-17-Auswahl.